# CCMD
La CCMD, acrónimo de Chinese Classification of Mental Disorders publicada por la sociedad china de psiquiatría, CSP, es una guía clínica usada en China para el diagnóstico de trastornos mentales. Actualmente está en su tercera edición, la CCMD-3, escrita en chino y en inglés. Es intencionalmente similar en estructura y categorización a la ICD y al DSM, los dos manuales diagnósticos más conocidos, aunque incluye algunas variantes en los diagnósticos principales y unos 40 diagnósticos relacionados con la cultura.
- Datos: Q2976537